# 글로스터셔주

글로스터셔주의 위치

글로스터셔주(Gloucestershire)는 사우스웨스트잉글랜드에 속한 잉글랜드의 주이다. 주도는 글로스터이다.
글로스터셔주는 크게 코츠월드 힐스, 서번 강의 비옥한 계곡 지대, 딘 숲 지대로 나뉜다. 글로스터 외에도 첼트넘, 시런세스터, 스트라우드, 튜크스베리 등의 도시가 이곳에 속한다. 북서쪽으로는 헤리퍼드셔주, 북쪽으로는 우스터셔주, 북동쪽으로는 워릭셔주, 동쪽으로는 옥스퍼드셔주, 남쪽으로는 윌트셔주, 남서쪽으로는 브리스틀과 서머싯주, 서쪽으로는 웨일스와 접한다.
종두법을 발명한 에드워드 제너가 글로스터셔주 출신이다.

## 역사
글로스터셔는 10세기 《앵글로색슨 연대기》에서 옛 주로 처음 언급된다. 이 당시에는 지금처럼 윈치컴 (Winchcombe) 지역이나 딘 숲 지대는 포함되지 않았고, 11세기 말에서야 이들 지역도 글로스터셔에 속하게 되었다. 또 당시만 해도 조그만 마을이었던 브리스톨도 글로스터셔에 속했다. 지방의 농촌인구가 브리스톨 같은 항구도시로 이동하면서 산업혁명 때부터는 브리스톨의 인구 성장세가 크게 늘었다. 브리스톨은 일찍이 1373년부터 글로스터셔에서 분리, 자치권을 가진 주로 인정받게 되었다. 이후 1974년부터는 에이번주에 속하였고, 1996년 에이번주가 폐지되자 브리스톨 북부 일대는 사우스글로스터셔에 편입되었으며 지금은 글로스터셔의 전례주에 속한다.
한때 글로스터셔주의 공식 우편 표기는 'Glos.'였지만 'Cloucs.' / 'Glouc.'라고 쓰는 경우가 많은 편이다. 옛날에는 후자 표기로 많이 썼으나 지금은 'Glos.'라 표기하는 것이 정식 표기이다.
2007년 7월 영국 사상 최악의 대홍수가 닥쳤을 당시 글로스터셔주에서는 만 명에 달하는 주택이 피해를 입으면서 가장 큰 피해를 기록했다. 이때 홍수 피해지역에 고립된 주민들을 구조하기 위해 나섰던 영국 공군은 총 120가구를 구조하면서 국내 평시활동 중 제일 큰 활약을 기록하기도 했다. 당시 피해액은 20억 파운드 (한화 2조 8천억원)를 넘는 것으로 추산됐다. 그러나 이후 홍수 피해에서 빠르게 벗어나 여러 관광명소와 산업시설 다변화에 투자하면서 정상을 되찾게 되었다.

## 정치
글로스터셔주의 행정을 전담하는 기관은 글로스터셔 주의회이다. 총 35개 선거구에서 70명의 주의원을 선출한다. 가장 최근의 지방선거인 2015년 선거에서는 글로스터셔 주의회의 제1당에 보수당이 올랐다. 지역의회 말고도 영국 의회에 지역을 대표하는 국회의원을 선출하며, 총 6개 선거구가 설치되어 있다.
글로스터셔주는 총 일곱 개의 구로 나뉜다. 글로스터 시, 튜크스베리구, 첼트넘 구, 코츠월드구, 스트라우드구, 포리스트오브딘구, 사우스글로스터셔이며, 사우스글로스터셔만 단일 자치구 (unitary authority)고 나머지는 글로스터셔 주의회 소속이다.

## 유적

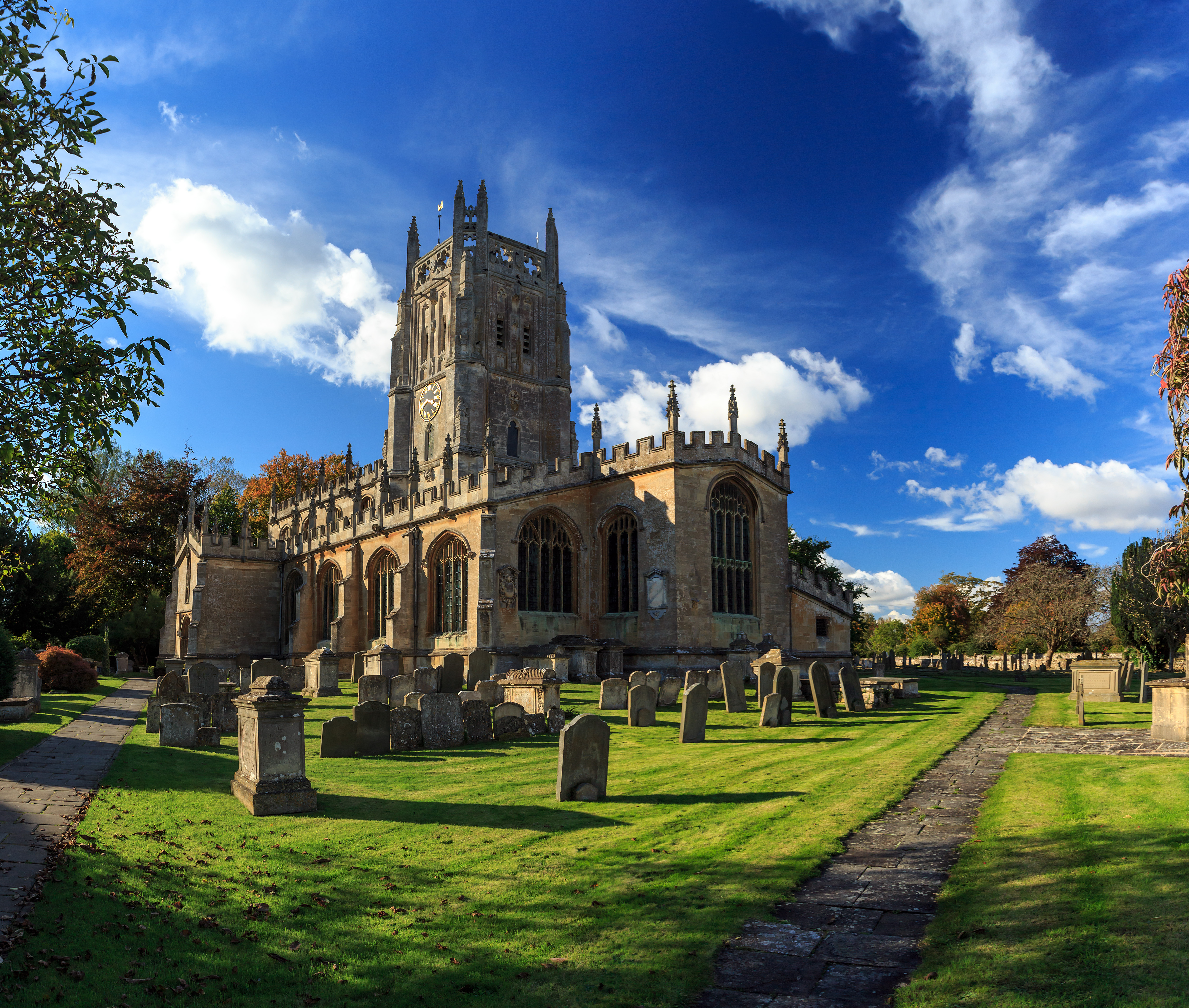
세인트메리 교구 교회 (페어퍼드)

글로스터셔주에는 다양한 종교유적이 있으며 그중에서도 제일가는 것이 글로스터 대성당, 튜크스베리 수도원, 시런세스터 교회이다. 또 윈치컴 부근에 위치한 헤일스 수도원도 있는데 1246년 콘월 백작 리처드가 세운 중세 건물로, 현재는 터만 남아 있다. 다만 발굴 작업을 통해 땅속에 묻혀있던 건물 파편이 빛을 보고 있는 중이다.
또 오래된 시장도시들마다 교구 교회가 세워진 곳도 많다. 튜크스베리 근처에는 디어허스트 교회가, 첼트넘 근처에는 비숍스 클리브가 있는데 이들 모두 노르만족이 영국을 침공하기 전에 세워져 보존되고 있다는 점에서 특별한 가치를 지닌다. 레클레이드와 페어퍼드에는 수직양식 교회가 있는데, 전해지는 이야기에 따르면 이 교회에 쓰인 스테인글라스는 네덜란드에서 수입한 것이라고 하나 실제로는 잉글랜드 장인들이 제작한 것으로 밝혀졌다.
그밖에도 글로스터셔주에는 왕실 저택이 몇 곳 있으며 하이그로브 하우스, 갯컴 공원 등이 대표적이다.
브로크워스 부근의 코퍼스힐이라는 곳에서는 매년 치즈 굴리기 대회가 열리며, 글로스터셔의 종합대회 격인 코츠월드 게임이 열리고도 있다.

## 사육

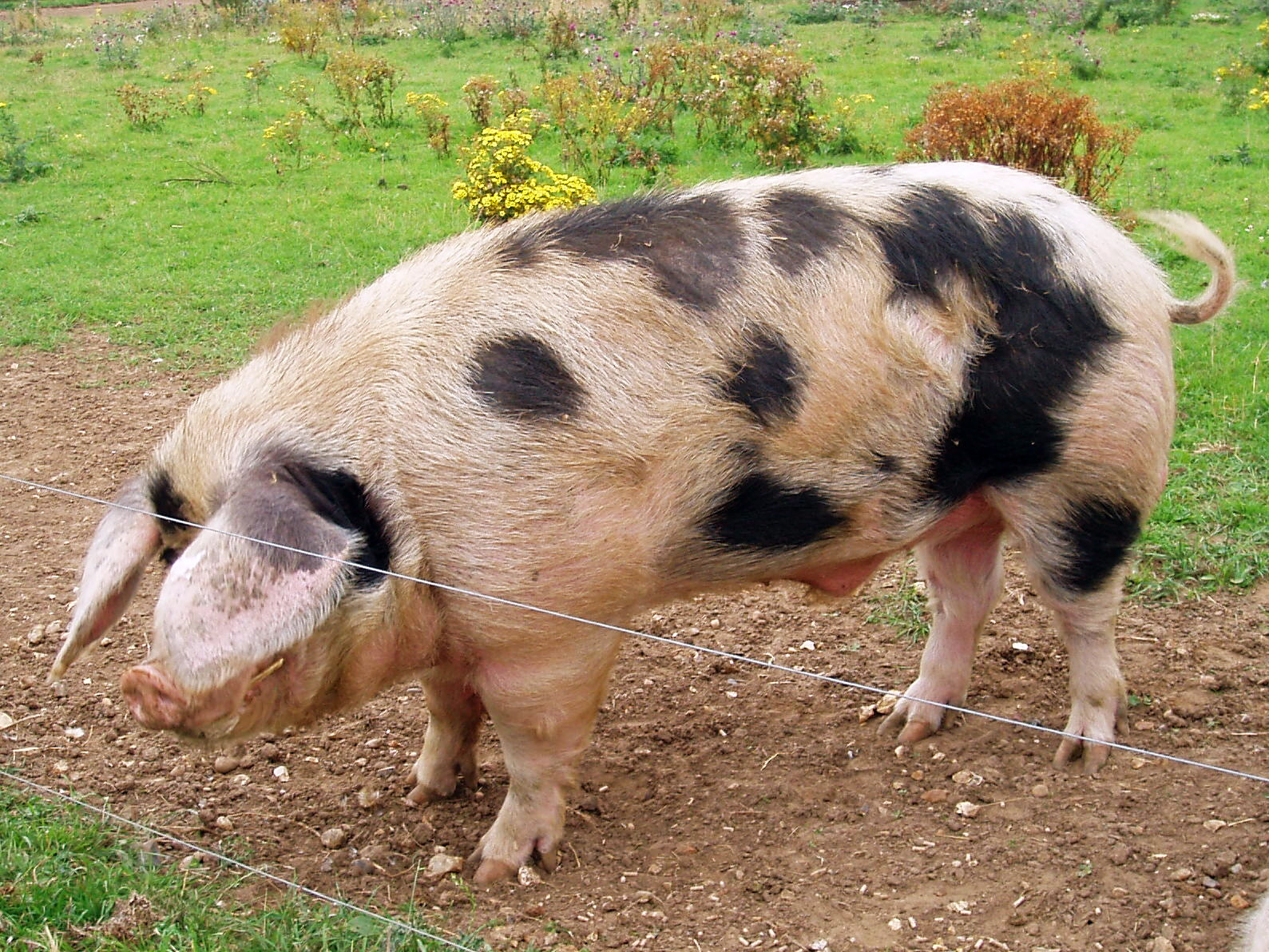
글로스터셔 올드스팟 품종의 돼지

글로스터셔는 돼지 품종의 일종인 글로스터셔 올드스팟의 기원지로 예로부터 유명했다. 딘 숲지대에는 양 방목이 널리 이뤄지는 편이다. 딘 숲지대와 위브 계곡 일대 지역에는 멧돼지도 많이 서식하고 있다.
희귀 품종에 속하는 글로스터셔 소 역시 글로스터셔와 그 일대 지방에서 여전히 찾아볼 수 있다. 이 품종은 등 중앙부터 꼬리 끝까지 흰색 줄이 나 있는 것으로 분별할 수 있다. 글로스터셔 소는 우유와 글로스터 치즈를 생산하는 품종으로도 널리 알려져 있다.

## 같이 보기
- 글로스터셔 연대